# Europski cable wakeboard i wakeskate tour u Hrvatskoj
| Godina | Lokacija             | Naziv natjecanja | Rang           | Broj država | Wakeboard         | Wakeboard         | Wakeboard            | Wakeboard            | Wakeboard            | Wakeboard            | Wakeboard              | Wakeboard            | Wakeskate         | Wakeskate         | Wakeskate            | Wakeskate            | Wakeskate            | Wakeskate            | Wakeskate            | Wakeskate            |
| Godina | Lokacija             | Naziv natjecanja | Rang           | Broj država | Broj natjecatelja | Broj natjecatelja | Open M               | Open M               | Open M               | Open Ž               | Open Ž                 | Open Ž               | Broj natjecatelja | Broj natjecatelja | M                    | M                    | M                    | Ž                    | Ž                    | Ž                    |
| Godina | Lokacija             | Naziv natjecanja | Rang           | Broj država | M                 | Ž                 | Pobjednik            | # 2                  | # 3                  | Pobjednica           | # 2                    | # 3                  | M                 | Ž                 | Pobjednik            | # 2                  | # 3                  | Pobjednica           | # 2                  | # 3                  |
| ------ | -------------------- | ---------------- | -------------- | ----------- | ----------------- | ----------------- | -------------------- | -------------------- | -------------------- | -------------------- | ---------------------- | -------------------- | ----------------- | ----------------- | -------------------- | -------------------- | -------------------- | -------------------- | -------------------- | -------------------- |
| 2011.  | Poreč, Zelena laguna |                  | 4*, 500 bodova | 8           |                   |                   | Laszlo Papp          | Robi Pokovec         | Nepoznata kratica »« | Naja Puhan           | Kinga Shenker- Horvath | Nepoznata kratica »« |                   |                   | Nepoznata kratica »« | Marko Kec            | Nepoznata kratica »« | Nepoznata kratica »« | Nepoznata kratica »« | Nepoznata kratica »« |
| 2006.  | Krk, uvala Punat     | Croatia Open     |                |             |                   |                   | Nepoznata kratica »« | Nepoznata kratica »« | Nepoznata kratica »« | Nepoznata kratica »« | Nepoznata kratica »«   | Nepoznata kratica »« |                   |                   | Nepoznata kratica »« | Nepoznata kratica »« | Nepoznata kratica »« | Nepoznata kratica »« | Nepoznata kratica »« | Nepoznata kratica »« |